# Museo civico Umberto Mastroianni
Il Museo civico "Umberto Mastroianni" è il principale museo della città di Marino, in provincia di Roma, nell'area dei Castelli Romani. Il museo, che raccoglie i reperti già radunati nell'Antiquarium Comunale istituito nei primi anni del Novecento, dal 2000 ha sede nei locali dell'ex-Chiesa di Santa Lucia (chiamata Tempio gotico, oppure in dialetto marinese 'u Chiesone o semplicemente Santa Lucia), edificio religioso duecentesco che è una rara testimonianza dell'architettura gotica nell'area dei Colli Albani.

## La chiesa di Santa Lucia

### Storia

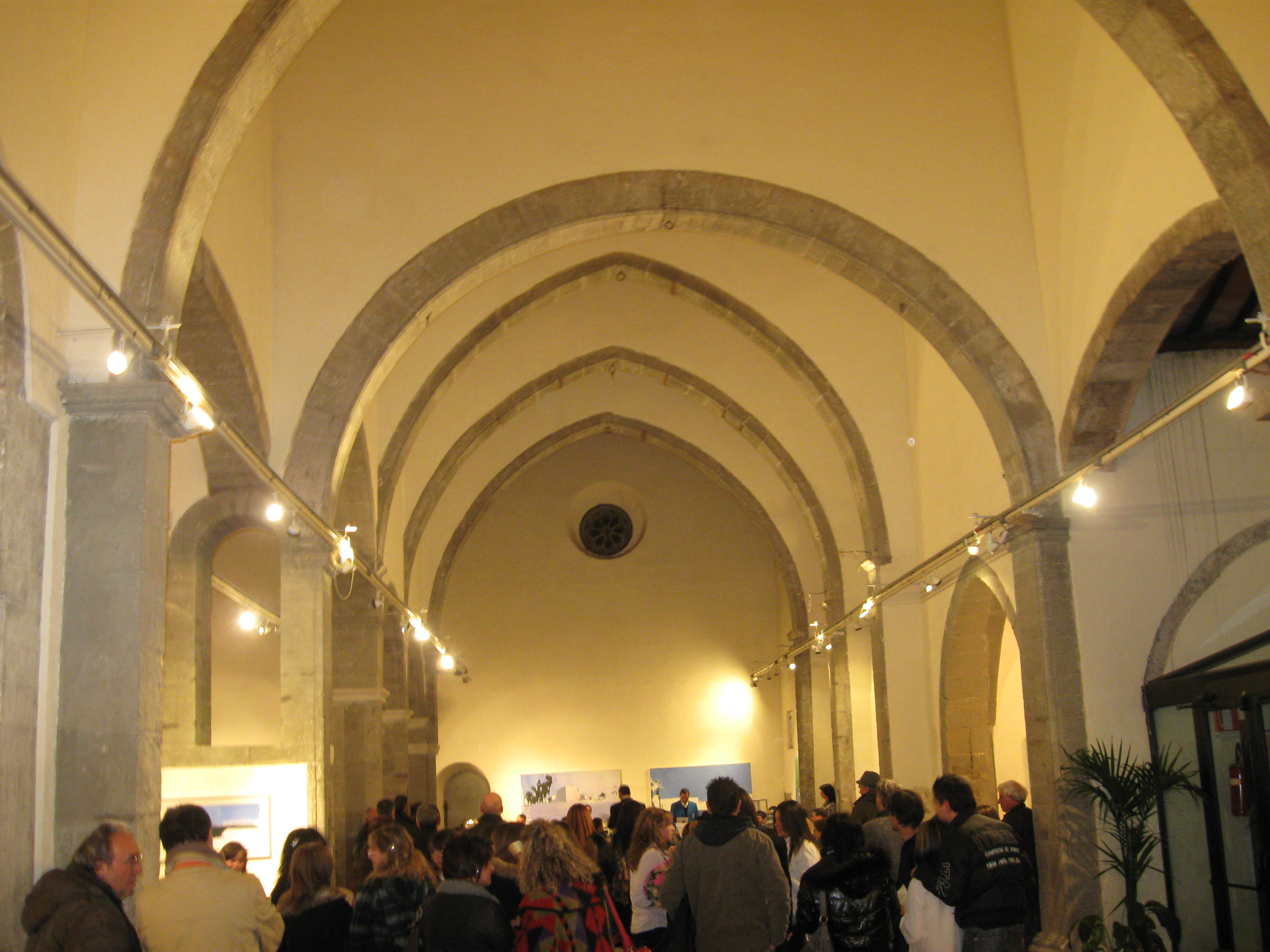
La navata principale dell'ex-chiesa

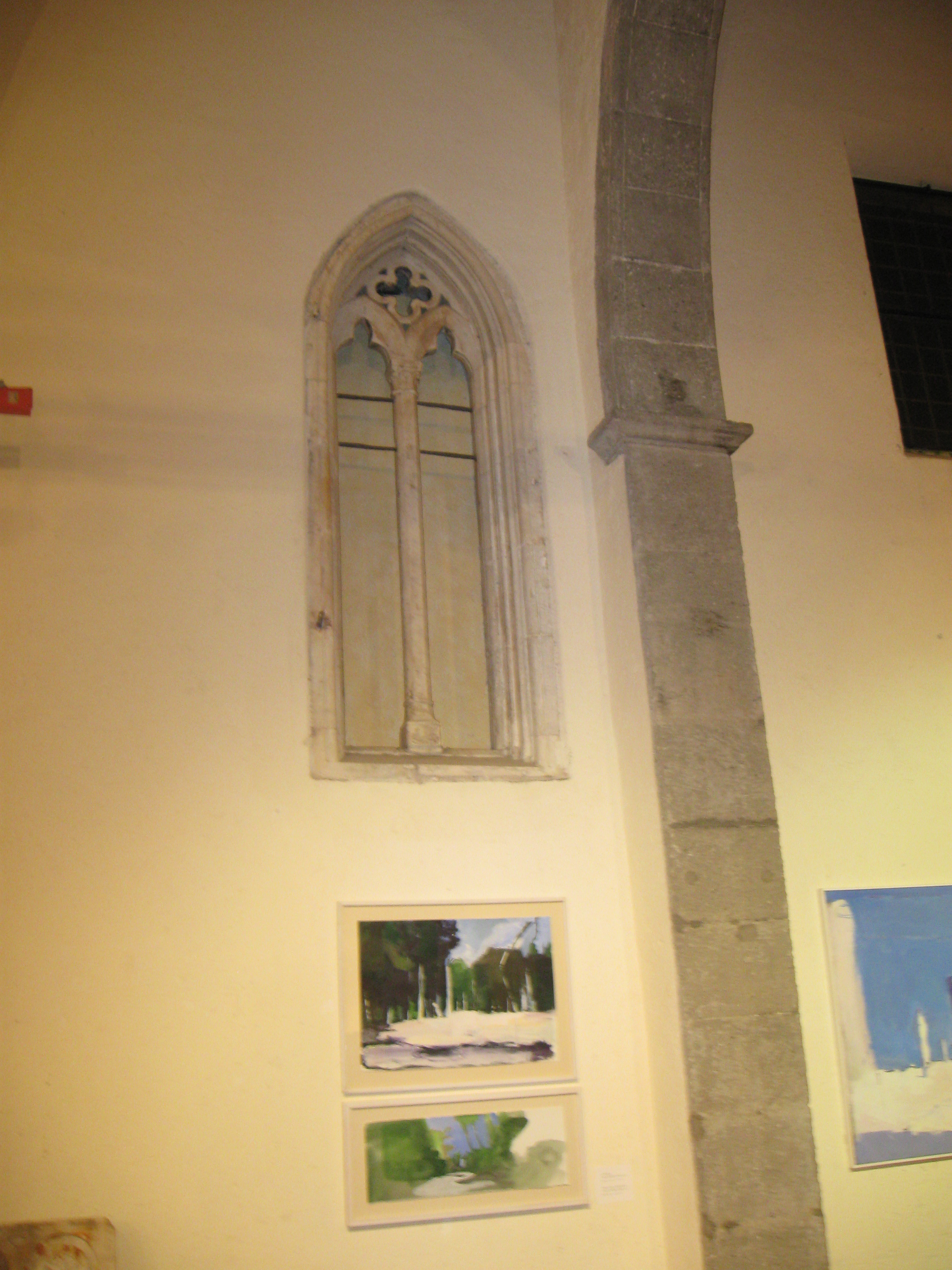
Una bifora della navata destra

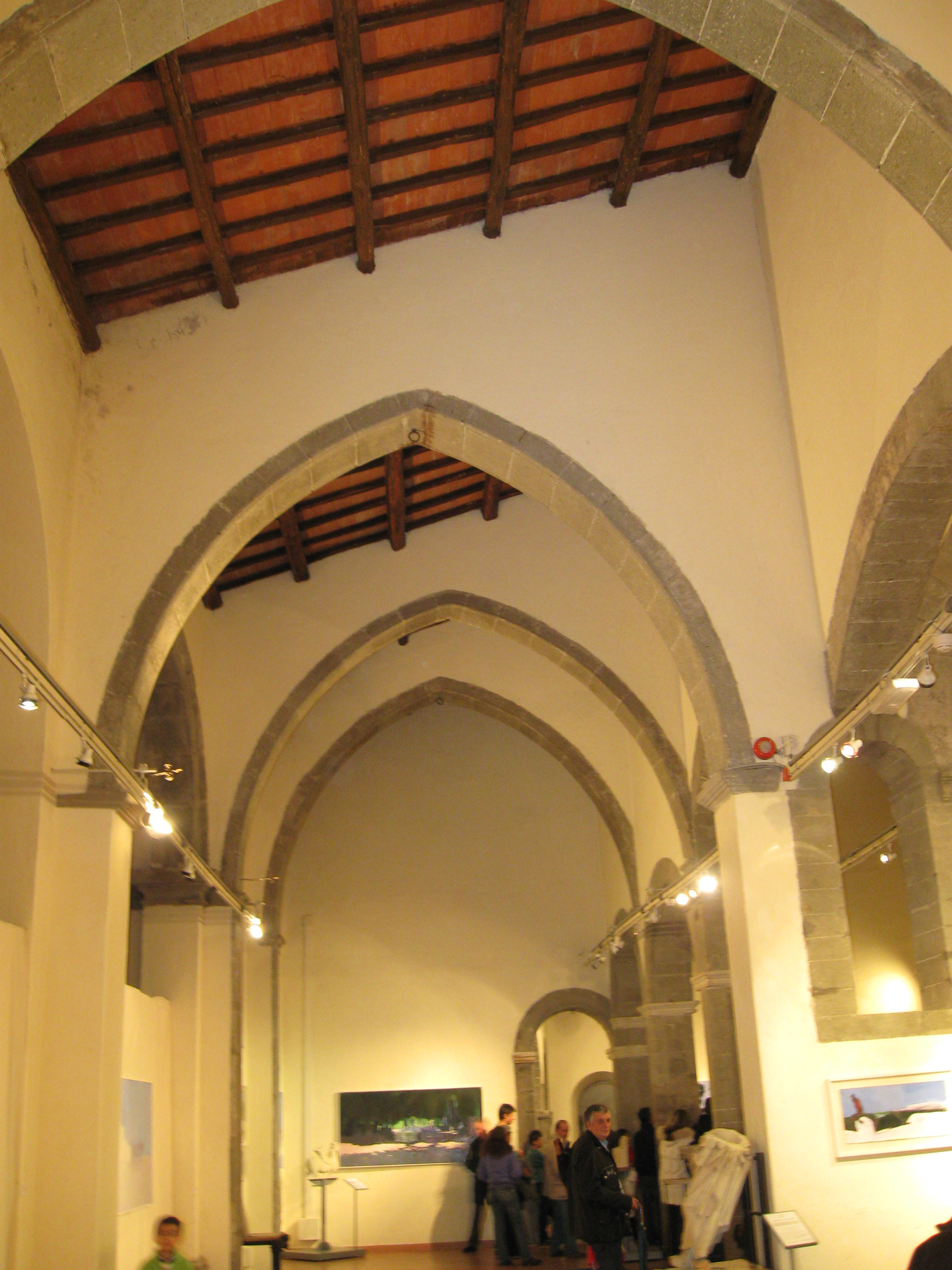
La navata sinistra dell'ex-chiesa

Alcune fonti farebbero risalire la fondazione della chiesa al 1102, sopra una cisterna romana riadattata già a luogo di culto cristiano.
Verosimilmente la chiesa venne restaurata per volere di Giacoma de Settesoli, vedova di Graziano Frangipane dal 1210 e signora di Marino, nei primissimi anni del XIII secolo.
All'epoca di Martino V (1417-1435) forse la chiesa venne elevata al grado di Basilica. Si suppone che sempre nel XV secolo crollò parte della navata destra che non fu più ricostruita.
Il 28 settembre 1636 Monsignor Altieri, Vicario Generale della Diocesi di Albano, con un atto di visitazione dichiarava la chiesa di Santa Lucia inadatta al culto. Così il 3 dicembre 1643 Papa Urbano VIII, dietro richiesta del cardinal Girolamo Colonna, accorpò le due vecchie parrocchie di Marino, Santa Lucia e San Giovanni Battista, in un'unica parrocchie della costruenda Basilica di San Barnaba.
Il 10 dicembre 1662, terminati ad agosto i lavori della Basilica di San Barnaba, venne solennemente traslata la venerata Immagine della Madonna del Rosario (detta "del Popolo") da Santa Lucia a San Barnaba, e così la vecchia chiesa non fu più officiata.
Nel 1669 il Duca Lorenzo Onofrio Colonna ottenne dal Vescovo di Albano cardinal Campegna l'autorizzazione di ridurre ad uso profano la vecchia chiesa di Santa Lucia. Così questo antico complesso divenne prima un fienile, poi una filanda, quindi un tinello.
Nel 1850 la struttura venne riadattata a luogo di culto dai Frati Missionari del Preziosissimo Sangue, ai quali venne tolta con l'applicazione delle leggi eversive sui beni ecclesiastici nel 1873 da parte dello Stato Italiano.
Da allora divenne un cinema e una Casa del fascio, prima che il Demanio non cedesse la struttura al Comune di Marino nel 1974.
Nel 1977 fu eseguito un primo restauro completo del tetto, sotto la direzione della Soprintendenza (dott.ssa Carla Bresciani), e programmato il recupero della pavimentazione, per un importo di 140 milioni di lire.

### La struttura
La chiesa ad oggi è l'unico esempio superstite di arte gotica nei Castelli Romani.
Oggi restano solo due delle tre navate originarie della chiesa, e tutte le 7 campate tranne l'area absidale. Ci sono anche pervenute due cappelline laterali e il vano della torre campanaria.
Davanti alla chiesa c'era anche un porticato con una grande scalinata che si affacciava sull'attuale Via Santa Lucia. Sulla facciata si apriva anche un rosone.

## Il Museo Civico

### Storia
Il primo Antiquarium venne aperto nel 1915 e la sua recensione venne curata dal professor Seccia-Cortes, che studiò sia i reperti archeologici che la struttura dell'Ex-Chiesa di Santa Lucia.
Il Museo Civico "Umberto Mastroianni" è stato aperto nel maggio 2000 e dedicato allo scultore che ha risieduto in Marino.